# Téléphérique de l'Estany Gento
Le téléphérique de l'estany Gento est situé sur le territoire de la commune de La Torre de Cabdella, dans la comarque du Pallars Jussà, en Catalogne.  Il relie l'étang de Salient à l'étang de Gento. Il a été inauguré le 25 juillet 1982 pour remplacer l'ancien carrilet. 

## Histoire
Le téléphérique a été construit en 1981 par la société Forces Elèctriques de Catalunya, S.A. (FECSA) afin de remplacer l'ancien système d'accès au lac (formé de deux funiculaires et d'un chemin de fer à voie étroite le carrilet), il facilitera le transport du personnel et des matériaux lors de la construction de la nouvelle centrale hydroélectrique réversible de Sallente-Estany Gento,. Les magnifiques paysages du lac de Gento (2 143 m) et des lacs voisins ont de plus en plus entraîné un afflux important de visiteurs, ce qui détermina la société propriétaire en 1991, à ouvrir ce téléphérique au public pendant les mois d'été.

## Description
Le téléphérique assure un service mixte (voyageurs et marchandises) et constitue l'une des plus grandes capacités de transport en Europe, car il peut transporter jusqu'à 25 000 kg de cargaison et, lors des travaux de la centrale, un camion malaxeur avec toute sa cargaison,.
Le téléphérique de l'estany Gento est une installation tout à fait unique. Surtout en ce qui concerne son service et le fait qu'il n'y a qu'un seul véhicule qui y circule. Au total il y a 5 câbles, deux de support (sur lesquels glisse la cabine), un de traction (qui tracte la cabine), le même câble de traction mais de retour (sans véhicule à transporter) et enfin un câble auxiliaire. Dans la station supérieure, les câbles de traction suivent une série de poulies pour leur donner une continuité. En outre, il existe également des tenseurs, qui sont liés à la roche. 

## L'anciencarriletde l'estany Gento
Le carrilet de l'estany Gento était une petite ligne de chemin de fer de cinq kilomètres dont l'écartement de la voie était de 600 mm, il a été construit en 1911,. Il était utilisée pour transporter les matériaux destinés à la construction du barrage et de tous les systèmes hydroélectriques. Le barrage a été construit au XXe siècle. De nos jours, on peut toujours trouver des rails et des traverses en suivant l'ancien tracé, sauf dans les sections à l'intérieur des tunnels, où ils ont été retirés pour faciliter la marche.

## Futur
La possibilité de réparer la voie est à l'étude, en réutilisant toutes les sections et utilisant des artefacts conçus par l'Université polytechnique de Catalogne qui pourraient être développés au Centre de Formation SEAT appelé tumilets.